# Kid Creole and the Coconuts
Pour les articles homonymes, voir Kid Creole.

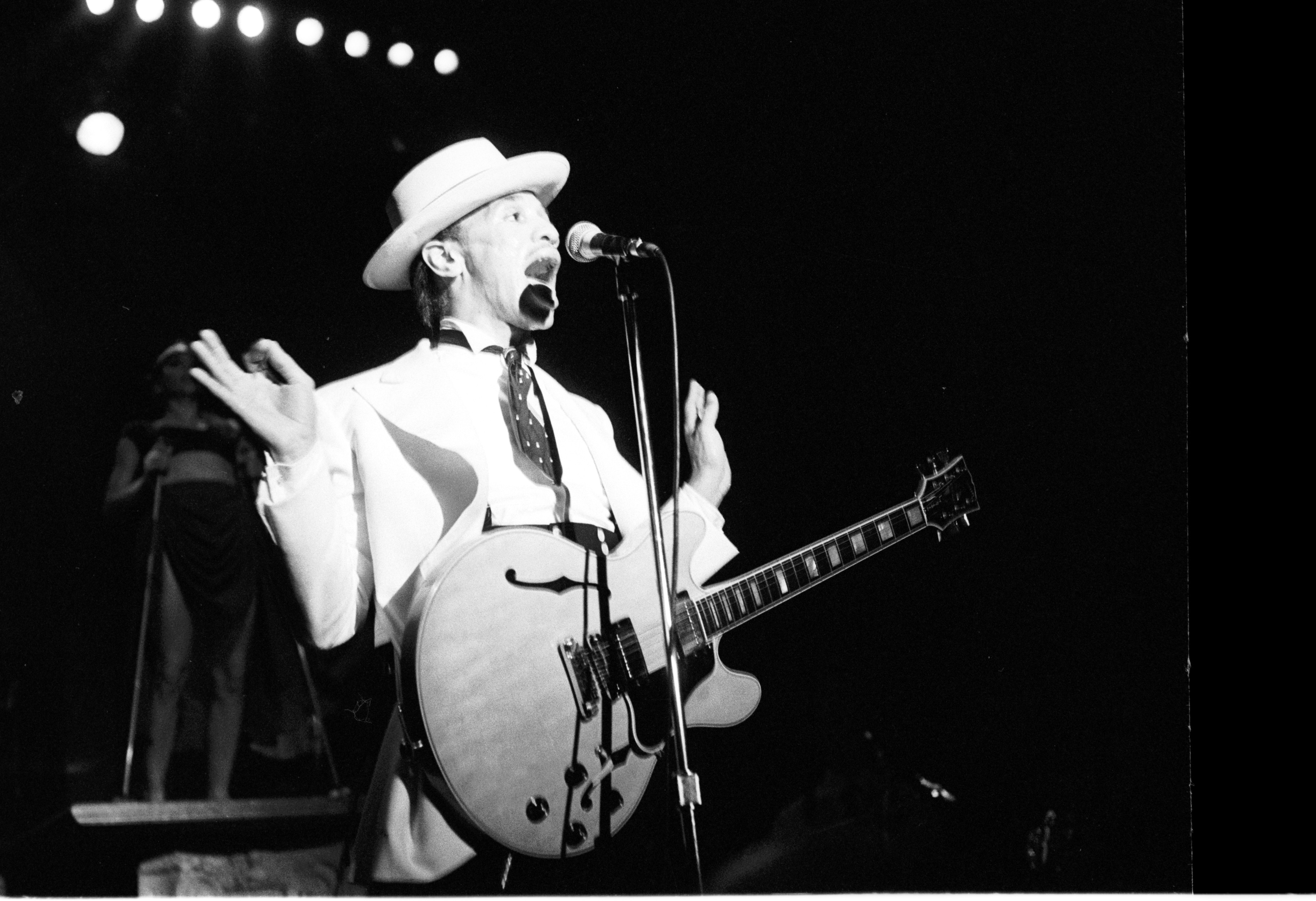
Kid Creole en concert (1987).

Kid Creole and the Coconuts est un groupe américain de New York formé par son chanteur Kid Creole (de son vrai nom August Darnell).
Dans les années 1980, la recherche musicale du groupe va de la salsa au disco, avec une forte influence jazzy et en particulier des big bands.

## Histoire
August Darnell (né le 12 août 1950) est élevé dans le Bronx à New York. Après avoir fondé les In-Laws puis Dr. Buzzard's Original Savannah Band avec son demi-frère Stony Browder, il invente le personnage de Kid Creole accompagné du groupe The Coconuts. Leur premier album Off The Coast of Me paraît en 1980 et reçoit de bonnes critiques pour ses paroles subtiles et son mélange de styles musicaux (funk, jazz/swing, rock, calypso, latino, zouk, reggae, pop).
L'album suivant, Fresh Fruit In Foreign Places, sort en 1981. L'histoire se poursuit avec Tropical Gangsters (1982) et le succès est au rendez-vous. En 1983, Kid Creole and the Coconuts sort Doppelganger. La même année, il participe au tournage du film Contre toute attente de Taylor Hackford où il chante My male curiosity.
Le groupe très visuel sur scène attire le cinéma et la télévision. Outre le film Contre toute attente (1984), il apparaît dans les films La Lambada, la danse interdite (1990) et Only You (1992).
Le groupe enchaîne en 1985 avec In Praise of Older Women and Other Crimes, qui lui vaut son plus grand succès (en pleine époque MTV) et une tournée mondiale triomphale (cinq concerts complets à Paris, dont un Zénith et une Nuit de l'ESSEC en 1986).
Deux ans plus tard, l'album I, Too, Have Seen The Woods ne rencontre pas le même succès et la tournée qui suit en 1987 est la dernière avec Coati Mundi au sein du groupe.
En 1990, Kid Creole signe Private Waters In The Great Divine, dont le premier extrait The Sex Of It est écrit et composé par Prince, puis You Shoulda Told Me You Were.... En 1991, il s'associe à son ami, l'illustrateur français YattanoeL dans le but de réaliser une bande dessinée intitulée Sotto Voce, dont il a écrit le scénario avec son pianiste John Rinsky.
Pendant les années 1990, Kid Creole and the Coconuts tournent dans le monde entier avec différentes chanteuses dont une Anglo-Française, la coco-girl Fenella Masse Mathews, et sortent quatre albums, dont The Conquest of You en 1997.
En 1998, Kid Creole compose la musique du générique du dessin animé Famille Pirate. Scampi MacBernick est d'ailleurs fan de Kid Creole, que l'on peut apercevoir à de nombreuses reprises dans la série.
Le 14 septembre 2011, Kid Creole est de retour avec un nouvel album, I Wake Up Screaming. Avec une pochette rappelant son amour des films sombres des années 1940, le disque rassemble tous les styles chers à Darnell. Entre le rythmique Stony & Cory, qui ouvre l'album et la nouvelle version de Ticket to the Tropics (un classique des Coconuts des années 1980), Kid Creole glisse This is My Life, influencé par le son de l'époque d'Island, et le tube et premier single I Do Believe. Une tournée mondiale est prévue avec ses Coconuts. En janvier 2012, Kid Creole est filmé par YattanoeL pour son long métrage.

### Membres[3]
- Kid Creole (1950-)
- Coati Mundi (1963-)
- Winston Grennan (1940-2000)
- Peter Schott
- Adriana Kaegi (1957-)

## Discographie

### LP
- Off the Coast of Me, 1980
- Fresh Fruit in Foreign Places, 1981
- Tropical Gangsters, 1982
- Doppelganger, 1983
- Cre-Olè : The Best of Kid Creole and the Coconuts, 1984
- In Praise of Older Women and Other Crimes, 1985
- I, Too, Have Seen the Woods, 1987
- Private Waters in the Great Divide, 1990
- You Shoulda Told Me You Were, 1991
- Kid Creole Redux, 1992
- To Travel Sideways, 1995
- Kiss Me Before the Light Changes, 1995
- The Conquest of You, 1997
- Oh! What a Night, 2000
- Too Cool to Conga!, 2001
- I Wake Up Screaming, 2011

### Singles
- Maladie D'Amour (1980)
- Darrio/Lili Marlene (1980)
- He's Not Such a Bad Guy (After All) (1980)
- Going Places (1981)
- Table Manners (1981)
- Latin Music (1981)
- I am (1981)
- Kid Creole and the Coconuts presents Coati Mundi: Me No Pop I (1981)
- I'm a Wonderful Thing, Baby (1982)
- Stool Pigeon (1982)
- Annie, I'm Not Your Daddy (1982)
- Dear Addy (Christmas in B'Dilly Bay with Kid Creole and the Coconuts) (1982)
- There's Something Wrong in Paradise (1983)
- The Lifeboat Party (1983)
- My Male Curiosity (1984)
- Don't Take My Coconuts (1984)
- Endicott (1985)
- Caroline Was a Drop-Out (1986)
- Hey Mambo (avec Barry Manilow) (1987)
- Pepito (1988)
- The Sex of It (1990)
- I Love Girls (1990)
- (She's A) Party Girl (1991)
- UFO (1997)

## Filmographie
- 1984 : Contre toute attente de Taylor Hackford : Kid Creole
- 1987 : La Nuit bleue (Un sapore di paura) de Piccio Raffanini[4] : le bookmaker
- 1990 : La Lambada, la danse interdite de Greydon Clark : Kid Creole
- 1992 : Only You de Betty Thomas : Kid Creole
- 2001 : Downtown 81 de Edo Bertoglio[4]
- 2008 : Soyez sympas, rembobinez de Michel Gondry : L'employé de West Coast Video
- 2013 : L'Écume des jours de Michel Gondry : Duke Ellington[4]